# 배드민턴
배드민턴(영어: badminton, 문화어: 바드민톤)은 네트가 설치된 사각형의 코트에서 라켓과 셔틀콕을 이용하여 두 명의 선수(단식) 혹은 두 팀(복식)이 경기를 펼치는 라켓 스포츠의 일종이다. 양 선수 또는 양 팀이 서로 상대의 코트로 셔틀콕을 쳐서 넘기면서 랠리를 하게 되며, 셔틀콕이 땅에 떨어지면 포인트가 끝나게 된다. 셔틀콕이 자신의 코트 안에 떨어지거나 또는 쳐서 넘긴 셔틀콕이 상대방 코트 바깥쪽에 떨어질 경우 실점하게 되며, 반대로 셔틀콕이 상대방 코트 안에 떨어지거나 또는 상대가 쳐서 넘어온 셔틀콕이 자신의 코트 바깥쪽에 떨어질 경우 득점하게 된다. 점수를 얻은 사람 또는 점수를 얻은 팀이 서브를 하게된다.

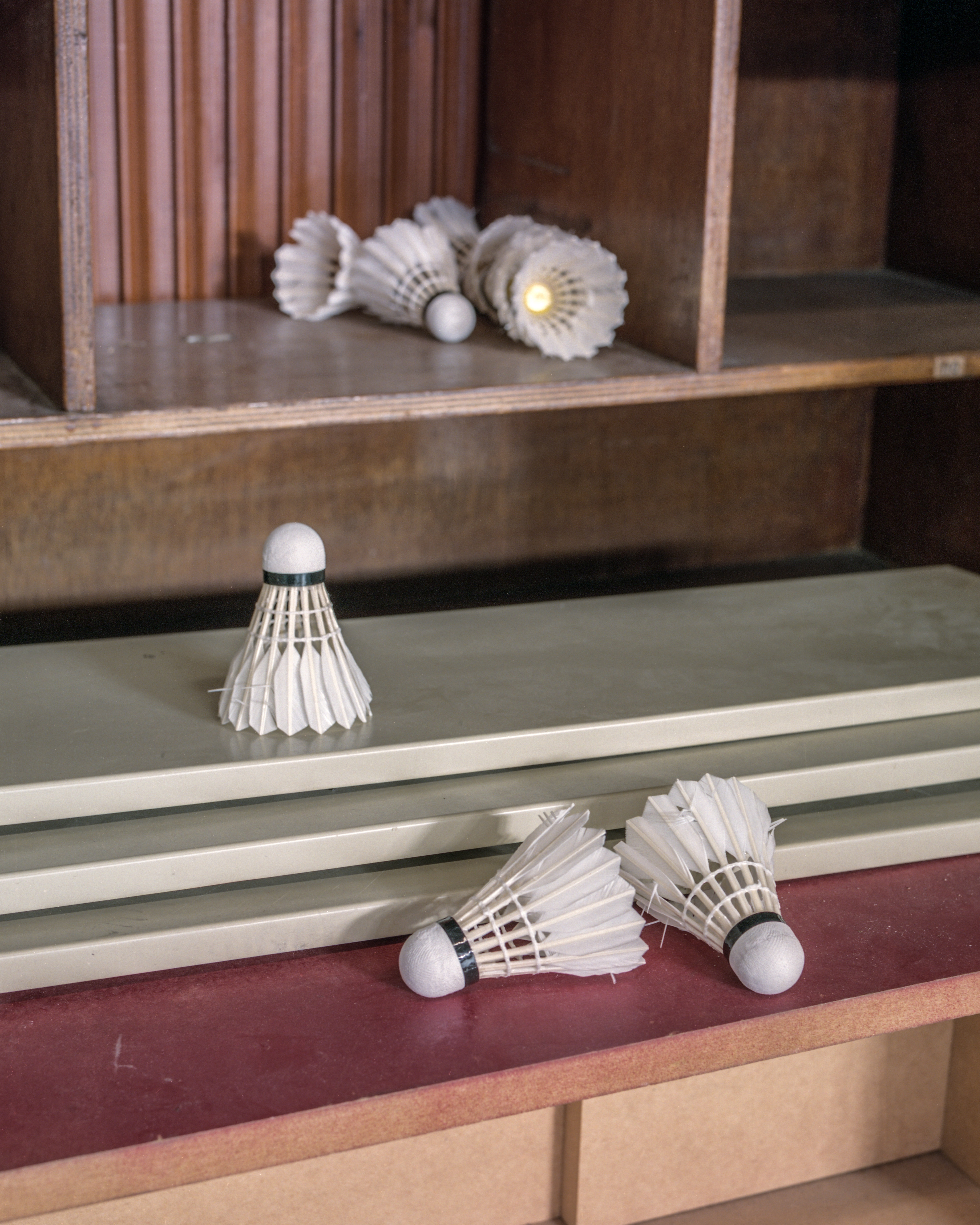
셔틀콕.

셔틀콕(또는 셔틀)은 가죽을 씌운 코르크에 깃털을 꽂힌 원뿔 형태의 것으로, 특수한 공기역학적 성질 때문에 다른 라켓 스포츠에서 사용되는 일반적인 공과는 전혀 다른 비행 궤도를 갖는다. 셔틀콕은 최고 비행속도가 다른 라켓 스포츠의 공보다 훨씬 빠르지만, 공기 저항을 많이 받기 때문에 그 비행속도가 감소하는 것도 일반 공보다 더 급격하다. 셔틀콕은 바람의 영향을 많이 받으므로 공식적인 배드민턴 경기는 모두 실내에서만 열린다. 그러나 일상적인 놀이 목적의 경기는 야외에서 이루어지기도 한다.
배드민턴은 1992년 하계 올림픽부터 올림픽 정식 종목으로 채택되었다. 올림픽 배드민턴의 세부 종목은 남자 및 여자 단식, 남자 및 여자 복식, 그리고 혼합 복식의 5개 종목으로 구성된다. 전문 선수들의 경기에서는 강한 지구력과 민첩성, 근력, 스피드, 정확성이 요구된다. 이에 더해 균형잡힌 움직임과 라켓 사용의 기교 또한 요구된다는 점에서 배드민턴은 매우 기술적인 스포츠라 할 수 있다.

## 역사 및 발전

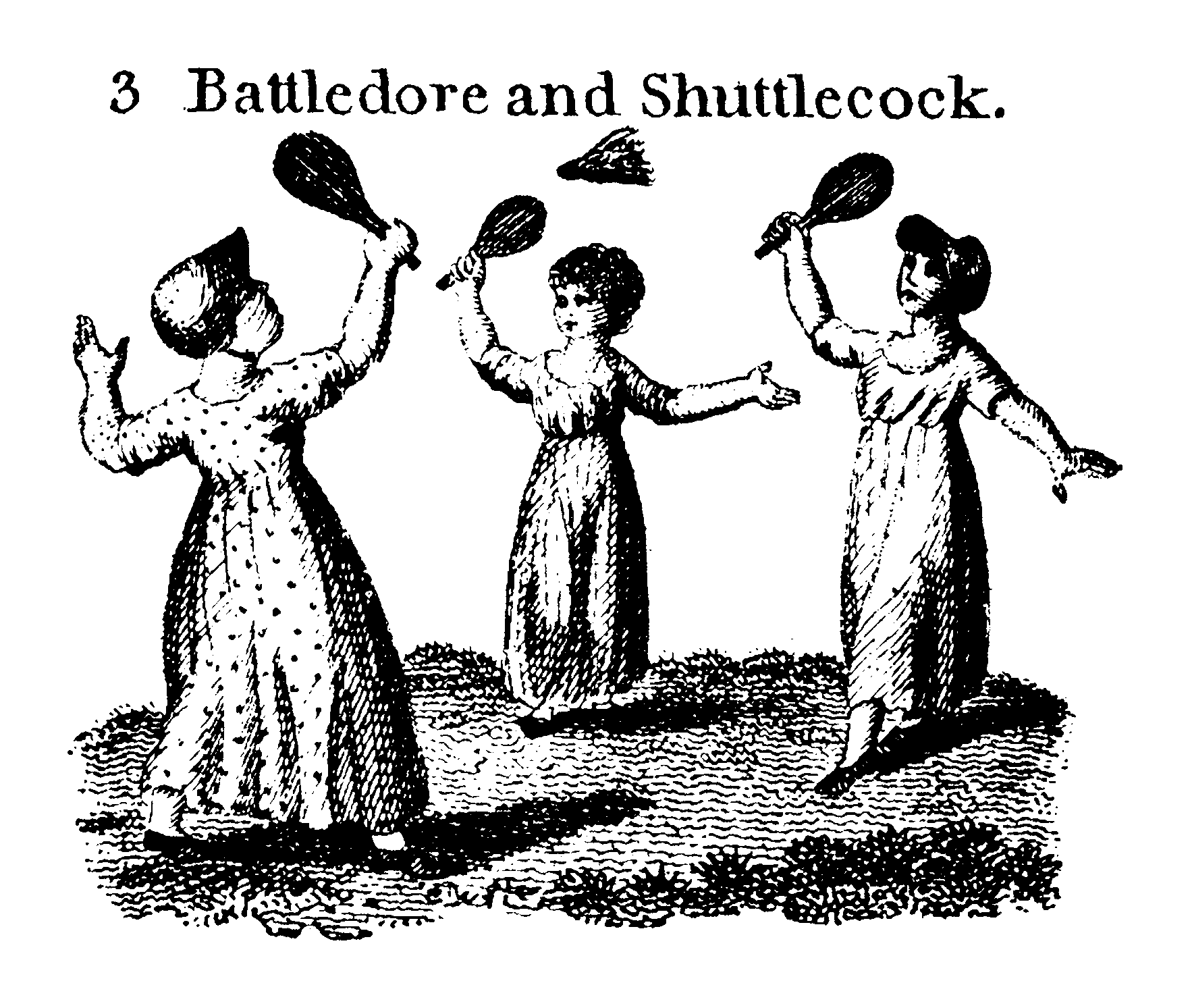
배드민턴의 전신인 배틀도어 앤드 셔틀콕을 묘사한 그림(1804년).

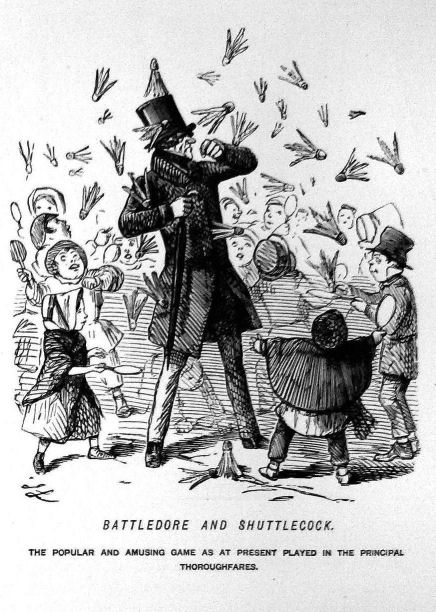
Battledore and Shuttlecock. 1854년 존 리치의 문서에 실린 삽화.

배드민턴의 기원은 19세기 중엽 영국령 인도로 거슬러 올라간다. 옛 사진들을 통해 영국의 전통 놀이인 배틀도어 앤드 셔틀콕에 네트를 더해 즐기는 모습을 확인할 수 있다. 이러한 변형된 형태의 놀이는 인도의 영국군 주둔지였던 푸나에서 특히 인기 있었는데, 이것이 훗날 '푸나'(Poona)라는 이름으로 알려지게 되었다. 초기에는 그 지역의 바람이 많고 습한 날씨 때문에 상류계층들은 양모로 만들어진 공을 선호했으나, 시간이 지나면서 결국 셔틀콕이 가장 많이 사용되게 되었다. 이 놀이가 인도의 파견지에서 은퇴한 영국군 장교들에 의해 영국으로 흘러들어가게 되면서 점차 스포츠로서의 체계를 갖추게 되었다.
1860?년 초, 런던의 장난감 판매상이었던 아이작 스프랫이 Badminton Battledore - a new game이라는 제목의 책을 펴냈으나, 아쉽게도 이 책은 현재 남아있지 않다.
이 새로운 스포츠는 1873년 뷰포트 공작이 소유하고 있었던 글루세스터셔의 배드민턴 하우스를 통해 본격적으로 보급되기 시작했다. 당시 이 스포츠는 '배드민턴 게임'(The Game of Badminton)이라 불렸으며, 현재와 같은 '배드민턴'이라는 명칭이 이때 공식적으로 정해졌다.
1887년까지 영국에서는 영국령 인도에서 유행하던 배드민턴 규칙을 그대로 차용해왔다. 영국의 바스 배드민턴 클럽(The Bath Badminton Club)은 표준화된 배드민턴의 규정을 제정하고, 영국의 실정에 맞게 경기를 부분적으로 수정하였다. 그리하여 1887년에는 기본적인 규정이 확립되었다. 1893년 잉글랜드 배드민턴 협회(the Badminton Association of England)는 이 규칙에 근거하여 최초의 규정집을 만들었으며, 이는 오늘날의 규정과 유사한 것이었다. 이해 9월 13일, 잉글랜드 포츠머스 웨이벌리 그로브(Waverly Grove) 6번지의 '던바'(Dunbar)라고 불리는 가옥에서 배드민턴이 공식적인 스포츠로서 출범하였다. 이와 함께 이들은 1899년 세계 최초의 배드민턴 대회인 전영 오픈 배드민턴 챔피언십을 개최하였다.
1934년에는 국제 배드민턴 연맹(International Badminton Federation, 현재의 배드민턴 세계 연맹)이 설립 되었다. 초기 회원국은 뉴질랜드, 덴마크, 스코틀랜드, 아일랜드, 웨일스, 잉글랜드, 캐나다, 그리고 프랑스였다. 1936년에는 인도가 추가 회원국으로 가입했다. 오늘날 배드민턴 세계 연맹(BWF)은 전 세계의 배드민턴 관련 업무를 관장하며 배드민턴의 국제적인 보급 및 발전을 추구한다.
잉글랜드 지역에서 배드민턴이 생겨난 직후, 덴마크가 유럽의 전통적인 배드민턴 강국으로 합류했다. 또한 대한민국, 말레이시아, 인도네시아 등도 지난 수십 년간 배드민턴 강국의 지위를 지켜왔으며, 가장 최근에는 중국이 가장 강세를 보이고 있다.

## 경기 규정
다음은 배드민턴의 경기 규정을 요약한 것이다. 정확한 전체 규정은 BWF에서 발간한 규정집에서 확인할 수 있다.

### 코트 규격

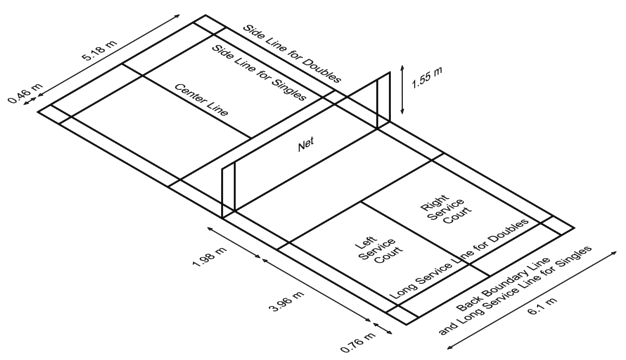
배드민턴 코트의 규격.

단식에서의 코트 사용.

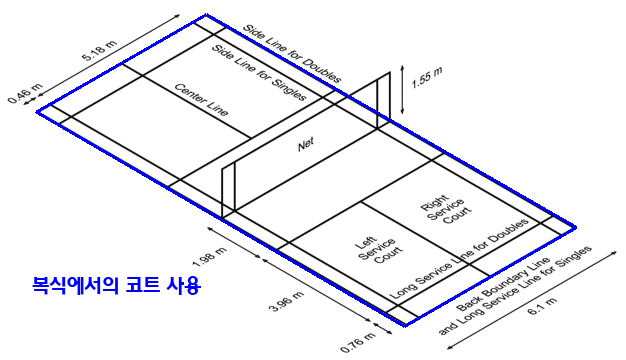
복식에서의 코트 사용.

코트는 직사각형의 공간으로 중앙에 네트가 세워진다. 일반적으로 단식과 복식 라인이 모두 그려져 있는데, 복식 코트가 단식 코트보다 네트 방향 폭이 더 넓으며, 길이는 동일하다. 단, 복식의 경우 서비스 라인의 길이가 단식보다 짧은데, 이 점은 초보자들이 흔히 혼란을 일으키는 부분이기도 하다.
코트의 전체 폭은 6.1미터(20피트)이며, 단식 코트의 폭은 5.18미터(17피트)이다. 코트의 전체 길이는 13.4미터(44피트)이다.
서비스 코트는 네트와 수직 방향으로 코트를 이등분 하는 센터라인과 네트로부터 1.98미터(6피트) 떨어진 숏서비스라인, 그리고 코트 바깥쪽 라인으로 표시된다. 복식에서는 코트 뒷쪽 라인에서 0.78미터(2피트) 떨어진 롱서비스라인이 사용된다.
네트는 양쪽 끝 높이가 1.55미터(5피트)이며 중앙의 높이는 1.524미터(5피트)이다. 네트 포스트는 복식 사이드라인 위에 세워지며, 이것은 단식 경기의 경우에도 마찬가지이다.
올림픽경기대회, 세계혼합단체전,세계개인선수권대회, 세계단체선수권대회, 세계주니어선수권대회 등 세계 배드민턴 연맹(BWF) 경기를 위한 최소 천장 높이는 12미터(39피트) 이상이다. 앞서 언급한 경기를 제외한 국제대회에서는 천장 높이를 12미터(39피트)를 원칙으로하나, 최소 9미터(30피트) 이상이어야 한다.
장비에 대해 상술하고 있다. 특히, 라켓과 셔틀콕의 형태 및 크기는 엄격히 제한된다. 다음은 셔틀콕의 속도를 시험하는 방법에 대한 규정 일부를 발췌한 것이다.

3.1셔틀콕을 시험하려면, 풀 언더핸드 스트로크로 반대편 백라인(back boundary line)을 향해 셔틀콕을 쳐본다. 이때, 셔틀콕이 사이드라인과 평행한 방향으로 날아가 백라인에 닿을 수 있어야 한다.
3.2정상 속도의 셔틀콕은 백라인에서 530mm 이상 짧게 떨어지거나 990mm 이상 길게 나가서는 안된다.

### 점수 계산 및 서비스

#### 기본 사항
매 게임은 21점 랠리포인트제로 운영된다. 3세트 중 2세트를 먼저 획득하는 선수 또는 팀이 승리하게 된다.
서브와 함께 랠리가 시작되며, 이 순간 서버와 리시버는 대각선 반대방향의 서비스 코트 안쪽에 서 있어야 한다. 서브한 셔틀콕이 상대편 서비스 코트 안에 떨어져야 하며, 서브는 허리 높이보다 낮은 위치에서 라켓이 아래쪽을 향한 상태로 쳐야만 한다.
서브권을 가진 쪽이 랠리에서 졌을 경우 서브권은 상대방에게 넘어간다. 과거 규정과 달리, 복식에서의 세컨서브(second serve)는 더 이상 존재하지 않는다.
단식에서 서버는 자신의 점수가 짝수일 때는 오른쪽 서비스 코트에서, 홀수일 때는 왼쪽 서비스 코트에서 서브를 넣는다.
복식에서 서브권을 가진 팀이 랠리를 이겼을 경우 서비스 코트 위치만 바꿔서 같은 선수가 계속 서브를 하게 되며, 리시버는 위치를 바꾸지 않는다. 리시버측이 포인트를 땄을 때 그 팀의 갱신된 점수가 짝수이면 오른쪽 서비스 코트에 서있던 선수가 홀수이면 왼쪽 서비스 코트에 서있던 선수가 서브를 시작하게 된다. 여기서 각 선수의 서비스 코트 위치는 바로 이전 랠리가 시작되었던 시점의 위치를 말한다. 이 방식에 의하면 매 포인트마다 서브권이 계속 바뀔 경우, 이전에 서브를 하지 않았던 선수가 서브를 하게 된다.

서비스 코트 사용.

#### 세부 사항
서브한 셔틀콕은 서버의 대각선 방향의 상대편 숏서비스라인을 넘어가야 하며, 그렇지 못하면 폴트(fault)가 되어 서버가 실점하게 된다.
양쪽 스코어가 20점으로 동점이 되면, 어느 한 쪽이 2점을 앞설 때까지 게임을 계속 진행한다. 이때 30점이 한계 점수로, 어느 쪽도 2점을 앞서지 못하여 게임이 계속 진행될 경우 30점에 먼저 다다른 쪽이 최종적으로 승리하게 된다.
경기 시작시 동전을 던져 이긴 쪽에서 서브권이나 코트 위치 둘 중 하나를 선택하여 결정할 권리를 갖는다. 여기서 서브권 결정이란 첫 서브를 자신이 시작할지 상대방이 시작할지 결정하는 것을 말하며, 무조건 자신이 서브를 먼저 시작하게 되는 것을 뜻하지 않는다. 상대편은 서브권과 코트 위치 중 남은 것을 결정할 권리를 갖는다. 아마추어 경기 등 형식에 덜 구애받는 경기의 경우, 셔틀콕을 공중에 쳐서 땅에 떨어졌을 때 코르크가 향한 방향의 선수 혹은 팀이 먼저 서브를 하는 결정 방식을 사용하기도 한다.
세트가 바뀌면 전 세트의 승자가 먼저 서브한다. 복식 경기의 첫 랠리 때, 서버측과 리시버측은 각자의 좌우 위치, 즉 누가 먼저 서브를 할지와 누가 먼저 리시브를 할 것인지를 각각 정할 수 있다. 한 세트가 끝나면 코트를 바꾼다. 3세트의 경우 세트가 시작될 때 코트를 바꾼 뒤, 어느 한 쪽이 11점에 먼저 도달하면 다시 코트를 바꾼다.
서버와 리시버는 서버가 셔틀콕을 치기 전까지는 반드시 서비스 코트 안에 위치해야 하며, 라인을 밟아서는 안 된다. 복식에서 서버와 리시버를 제외한 나머지 두 선수는 상대편 서버나 리시버를 방해하지 않는 한도 내에서 코트의 어느 위치에든지 서있을 수 있다.

## 경기 용구

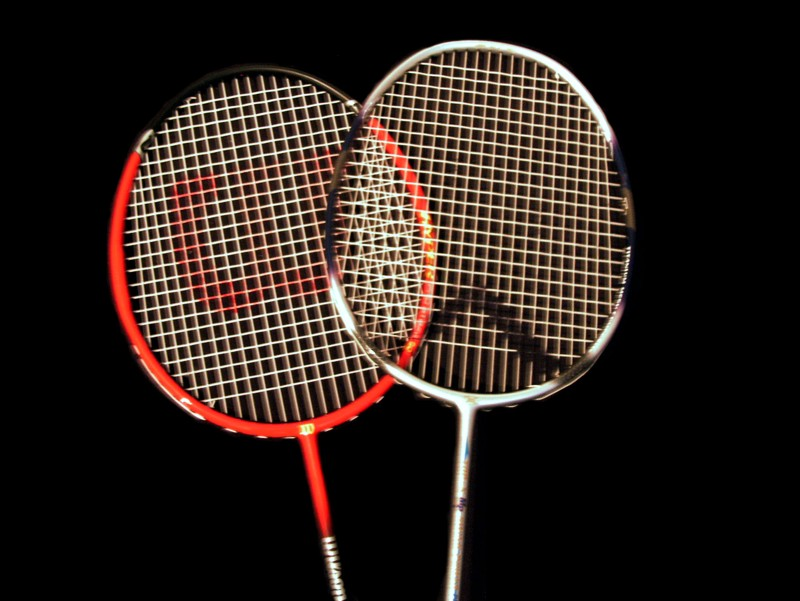
배드민턴 라켓.

### 라켓
배드민턴 라켓은 약 50~90그램의 가볍고 강한 재질의 프레임에 스트링을 맨 것이다. 라켓의 재질은 탄소 섬유 합성수지(강화 플라스틱)에서 강철까지 다양하며, 여러 가지 소재를 복합적으로 사용하여 강도 및 탄성을 증가시킨다. 최근에는 탄소 섬유가 많이 쓰이고 있는데, 탄소 섬유는 중량 대비 강도가 매우 뛰어나며 딱딱하고, 운동 에너지를 잘 전달하는 특성을 지닌다. 탄소 섬유 합성수지가 사용되기 전까지 라켓의 소재로는 알루미늄과 같은 경금속이 주로 쓰였으며, 그보다 이전에는 나무 재질이 사용되었다.

### 스트링
배드민턴 스트링(string)은 0.6~0.7mm 굵기의 얇고 강한 줄이다. 굵기가 굵어질수록 내구성이 증가하지만 타구감이 떨어지기 때문에 많은 선수들이 가는 스트링을 선호한다. 스트링 텐션은 일반적으로 80~130뉴턴(18~36lbs) 정도이다. 아마추어 동호인들은 대개 18~25lbs(110N) 정도로 선수들이 사용하는 것에 비해 낮은 텐션을 쓴다. 프로 선수들은 보통 25~36lbs(160N) 정도를 사용한다.

### 그립
그립(grip)은 라켓의 손잡이 부분에 감는 테이프 형태의 것으로, 라켓이 손에서 미끄러지지 않도록 돕는 동시에 라켓 사용자에게 편안한 그립감과 쿠션감을 제공하고 손의 크기에 맞게 손잡이의 굵기를 일정량 증가시켜주는 역할을 한다. 예를 들어, 손이 큰 사람의 경우 라켓 손잡이의 굵기를 늘리기 위해 두 개 이상의 그립을 라켓에 감을 수 있다.
그립의 재질은 폴리우레탄 합성수지에서 타월형(towelling) 재질까지 다양하다. 그립의 선택은 개인의 선호에 따른다. 땀이 많은 사람의 경우 미끄러짐을 방지하기 위해 건조한 재질의 건식(乾式) 그립을 흔히 사용한다. 반대로 손에 잘 달라 붙는 약간의 점성을 가진 재질의 그립도 있다.
그립의 종류는 크게 보충(replacement) 그립과 오버그립(overgrip)으로 나뉜다. 보충 그립은 상대적으로 두꺼운 그립으로 손잡이 부분의 굵기를 늘리기 위해 주로 사용된다. 오버그립은 그보다 더 얇으며(1mm 이하) 손과 직접 접촉하게 되는 가장 바깥쪽 그립으로 사용된다. 보충 그립 또한 가장 바깥쪽 그립으로 사용되기도 한다. 타월형 재질 그립은 항상 보충 그립으로만 사용된다. 보충 그립은 뒷면 전체에 접착성분이 도포되어 있으며, 오버그립은 그립이 시작되는 부분에만 작게 접착 부분이 있다. 이 때문에 그립을 신속히 교체하기에는 오버그립이 더 편리하다.

## 기술(스트로크)

### 스트로크
스트로크는 일반적으로 포핸드 스트로크와 백핸드 스트로크 두가지로 구분한다. 아래에서 소개할 각각의 기술들에는 대부분 포핸드와 백핸드 두가지 방법을 타구할 수 있다.
포핸드 스트로크는 이스턴 그립을 쥔 상태로 자연스럽게 뒤에서 앞으로 스윙하는 방식이다. 이와 다르게 백핸드 스트로크는 엄지를 라켓에 넓은면에 두어 라켓면이 상대를 바라보게 잡는 그립을 사용하여 스윙하는 방식이다.
일반적으로 포핸드 스트로크를 사용하여 기술을 구사하는 것이 백핸드보다 쉽다고 느껴진다. 단 헤어핀의 경우는 백핸드 스트로크로 구사하게 되면 손목을 더 쉽게 사용할 수 있어서 백핸드 스트로크가 비교적으로 쉽다.

### 서브(서비스)
서버가 리시버에게 셔틀을 타구하는 것을 말한다. 경기에 있어서 가장 처음으로 하는 타구이기 때문에 어떤 서브를 넣을지 신중하게 결정해야 한다.
서브의 방식에는 두가지 방식이 있는데, 일반적으로 숏서브와 롱서브로 분류한다.

#### 1.숏 서브
숏 서브는 셔틀콕을 상대방 숏 서비스 라인에 최대한 근접하도록 타구하는 방법이다. 대체적으로 복식 경기에서 주로 쓰이며, 단식의 경우에도 종종 사용하는 경우가 있다.
일반적으로, 숏서브를 넣게되면 공격권을 가져오는 결과를 가지게 된다. 그 이유는 서버가 서브 이후에 네트 앞에 위치하게 되고, 리시버가 서브를 반구 할 때 보낼수 있는 코스가 상대적으로 제한되어 있기 때문이다.
따라서 리시버는 안정적으로 게임을 운영하기 위해 공을 띄우는 선택을 할 가능성이 높아진다. 그렇기에 숏서브는 이후에 운영에 있어 공격적으로 할 수 있도록 하는 출발점이라고도 할 수 있다.
단, 숏서브를 하는 모든 경우에 있어 리시버의 반구 방법이 공을 띄우는 것은 아니며, 숏서브의 각이 안좋거나 서브 도중 셔틀콕이 뜨게된다면, 상대방에게 점수 획득의 기회를 헌납하는 결과를 가져올 수 있다.
엘리트 선수들의 경우에는 공격하는데 있어서 주도권을 빼앗기지 않기 위해 숏서브를 날카로운 코스로 다시 반구하거나, 셔틀콕에 회전을 주어 다시 네트 바로앞에 떨어뜨리는 등 여러 가지 방법을 구사한다.
그러나 동호인의 경우 높은 급수가 아닌 이상 대부분 공을 띄우는 경우가 많기 때문에 숏서브를 잘 하게 되면 공격권을 자신의 팀에게 쉽게 가져올 수 있다.

#### 2.롱서브
롱서브는 셔틀콕을 상대방 롱 서비스 라인에 최대한 근접하도록 타구하는 방법이다. 큰 범주에서 보았을 때 롱서브의 사용목적은 2가지로 분류된다.숏서브에 적응 했을 가능성이 높다. 이때 갑작스럽게 롱서브를 넣게되면 숏서브의 리시브를 준비하려고 했던 상대방은 역모션이 걸려 리시브 하지 못하거나, 리시브를 하더라도 힘들게 리시브를 하게 된다.
(아예 예상하지 못한경우)
또 다른 한가지는 롱서브는 셔틀콕의 체공시간이 숏서비스보다 길기 때문에 다음 타구를 준비할 시간이 상대적으로 많아서 사용하는 경우이다. 단식에서 이런모습을 종종 보인다.
(특히 여자 단식의 경우)

### 서비스리턴
서비스리턴이란 상대방이 서브를 하였을 때 그 셔틀콕을 다시 반구하는 것을 의미한다.
프로들의 경기는 말할 것도 없이, 동호인의 경기에서 조금만 급수가 올라가도 서비스/서비스리턴이 매우 중요하다는 것을 몸소 체험할 수 있다.
서브 항목에서 언급하였듯이 서브의 각이 좋지 않거나, 서브가 떠버리면 리시버에게 반격당하기 쉽다고 언급했었다.
그러나 완벽에 가까운 서브가 들어왔다면 리시버의 입장에서 보면 반구할 코스가 극히 줄어들기 때문에 리시브를 신중하게 해야 한다.

### 클리어
클리어는 상대방을 엔드라인까지 밀어 우리편의 수비시간을 늘려주기 위한 스트로크이다. 일반적으로는 수비할 시간을 벌어주는 수비적인 스트로크이기도 하지만 예외적으로, 상대방이 반구한 공이 공중에 뜬경우에 자신의 자세가 흐트러져 공격권을 잡지 못할 경우에도 클리어를 구사하는 경우도 있다. 보통 공이 뜨면 스매시로 공격권을 계속 유지하려고 함.
클리어의 방식은 2가지로 나뉘는데 체공시간을 길게하여 수비적으로 안정감을 주는 하이클리어와 낮고 빠른공을 깊숙하게 보내어 상대방의 허를 찌르는 드리븐 클리어가 있다.

#### 1.하이클리어
체공시간을 길게 하기 위해 높고 멀리 셔틀콕을 타구한다. 그 시간동안 수비할 시간을 버는 수비적인 형태의 스트로크다. 하이클리어를 치는 것이 사실상 공격권을 넘기는 의미가 강하기에 공격권을 잡고있을 때에는 하이클리어를 잘 구사하지 않는다.(경기의 속도가 빠르지 않은 일반 동호인 낮은 급수의 경우에는 하이클리어 구사 비율이 상대적으로 높다.)

#### 2.드리븐클리어
하이클리어에 비해 공격적인 스트로크라고 할 수 있다. 엔드라인까지 셔틀콕을 보낸다는점에서 하이클리어와 공통점을 가진다. 하지만 하이클리어보다 타점(임팩트하는 순간)이 앞에 있기 때문에, 하이클리어보다는 빠른 속도로 상대방의 엔드라인으로 셔틀콕이 날아간다. 상대방의 타이밍을 뺏기위해 드리븐 클리어를 구사하는 경우가 종종 있으나, 이 스트로크가 상대방의 스윙 궤적과 일치하는 경우에는 곧바로 반격을 당하는 경우도 있으니 주의해서 스트로크를 구사해야 한다.

### 스매시
스매시는 배드민턴의 꽃이라고도 말할 수 있을 만큼 배드민턴에 있어서 큰 비중을 차지하는 스트로크이다.
가장 빠르고 강력하며, 배드민턴을 치는 사람이라면 선망의 대상이 되는 스트로크라고 할 수 있다.
스매시에도 여러종류가 존재하는데 기본적으로 스탠딩 스매시, 원점프 스매시, 서전트 스매시, 하프 스매시(반스매싱) 이렇게 분류할 수 있다.

#### 스탠딩 스매시
일반적으로 제자리에서 스텝을 밟아 구사하는 스매시이다. 안정적인 자세로 셔틀콕을 타구할 수 있으며, 다음 동작을 준비하기에 상대적으로 용이하다는 장점이 존재한다. 또한 다른 스매싱에 비해 점프가 생략되었기 때문에, 체력적인 면에서도 강점이 있다.

#### 서전트 점프 스매시
셔틀의 낙하지점보다 한발짝 뒤로 물러선 후 앞으로 나아감과 동시에 점프하여 셔틀을 강하게 타구하는 방법이다. 실질적으로 남자 복식경기에서 구사되는 강력한 스매시는 서전트 점프 스매싱이다. 체중을 실음과 동시에 점프까지 하기에 상당히 강력한 스매시를 구사할 수 있으며, 점프가 포함되어있어 높은 타점에서 타구할 수 있기에 예리한 각으로 스매시를 구사할 수 있다. 그 결과, 드라이브로 반구하기 힘들기에 공격권을 계속 자신의 팀으로 가져올 수 있다는 장점을 가진다.
단, 상대방이 수비가 좋아서 연속적으로 서전트 점프 스매시를 할 경우에는 상당한 체력 소모를 감수해야한다.

#### 원점프/라운드 스매시
이 스매시는 상대방이 임팩트 타이밍을 계산할 수 있는 스탠딩, 서전트 점프 스매시와 달리 2스텝이 필요한거리를 한번의 점프로 대신해 반박자 빠르게 템포를 가져가서 상대방의 수비 타이밍을 어긋나게 하는 방식의 스매시이다.
반구되어서 날아오는 공이 자신의 몸을 기준으로 좌측상단, 우측상단으로 올 때 사용할 수 있는 기술인데 왼쪽으로 날아오는 경우는 왼쪽발을 축발로 하여 점프한후 라운드 스매시를 구사하면 되고, 반대로 우측 상단으로 날아오는 경우에는 오른쪽 발을 축발로 하여 점프한 후 스매시를 구사할 수 있다.

#### 반(half)스매시
위에 소개한 스매싱은 온몸을 사용하는 풀(full)스매싱이라고 할 수 있다. 이와 달리 반스매싱은 손목의 스냅만을 이용하여 가볍지만 빠르고 날카롭게 원하는 코스로 파고들게 하는 스매시 기술이다.
다른 스매시에 비해 상대적으로 파워가 강한 스매싱은 아니다. 그러나 필요한 경우에 적절히 사용하면 매우 큰 성과를 낼 수 있다.
반스매싱을 구사하는 경우는 주로 공격권이 상대에게 넘어갈 것 같은 상황에서 그 공격권을 우리가 계속 가져오도록 하고 싶은 경우에 구사한다. 또는 스매시의 속도차를 이용하여 상대방의 수비 타이밍을 뺏을 수도 있고, 애초에 손목을 이용하여 타구하는 방법이기 때문에 상대방이 예상하지 못한 코스로 타구하여 실책을 유발시키고 싶을 때도 반스매싱을 사용한다.

### 드라이브
드라이브는 네트와 평행한 방향으로 셔틀을 직선으로 빠르게 날아가게 하는 스트로크이다. 남자복식 경기에서 가장 많이 사용되는 스트로크라고 할 수 있으며, 드라이브를 잘 구사해야지만 공격권을 쉽게 가져올 수 있기 때문에 정말 많이 연습해야하는 기술중에 하나이다.
가장 효과적인 드라이브는 네트 바로 위를 지나가게 하는 드라이브인데, 이렇게 네트위로 드라이브를 구사하게 되면 상대방 입장에서는 공격할 수 있는 방법이 극히 제한된다.(상대방에게 똑같이 드라이브로 공을 되돌려주거나, 셔틀의 속도를 갑자기 줄여서 공격권을 가져오거나, 공을 띄워 수비를 하거나 이 세가지가 대부분)

### 헤어핀
헤어핀은 상대방이 타구한 셔틀콕을 네트 바로 앞에 떨어뜨리는 스트로크이다. 헤어핀의 구사 난이도는 상당히 높은편이라고 할 수 있는데, 그 이유는 헤어핀을 구사하는데 있어서 다른 스트로크보다 많은 조건이 필요하기 때문이다. 헤어핀을 구사하기 위해서는 셔틀의 높이, 라켓의 높이, 그에 따른 힘 조절, 상대방의 위치등 여러 가지를 고려해야 한다. 일반적인 헤어핀의 경우에는 라켓의 면을 셔틀에 그대로 가져다 대서 셔틀이 네트를 살짝 넘기도록 구사한다. 그러나 말로는 쉬워보이지만 힘 조절하는 것이 상당히 어려우며, 상대방이 반구한 셔틀과 자신의 거리를 생각하여 풋워크를 하는 것도 많이 어렵다. 무턱대고 들어가게되면 셔틀과 자신이 너무 가까워져서 제대로 타구할 수 없게되고, 셔틀과 자신이 너무 멀게되면 적당량의 힘을 주는 것이 힘들어진다.
헤어핀은 방향에 따라 헤어핀/크로스헤어핀으로 나뉘게 된다. 크로스헤어핀은 말그대로 자신이 있는 곳의 대각선으로 헤어핀을 구사하는 것인데 이는 구사하는 개인마다 차이가 존재한다.

### 드롭
드롭은 후방에서 스매시와 같은동작으로 스트로크를 하되, 힘을 빼서 네트 앞에 떨어뜨리게 하는 스트로크이다. 드롭을 하는 동시에 순간적으로 셔틀콕을 깎아쳐서 코르크부분에 회전을 주어 방향을 바꿀수도 있다
드롭은 템포를 바꾸기에 가장 유용한 스트로크이다. 계속된 스매시를 통해 빠른 스트로크가 진행되었다면, 드롭을 통해 갑작스럽게 속도를 죽여 상대방의 수비 타이밍을 뺏기에 적합하다.
드롭을 구사하는데 있어 가장 중요한점은 스매시,클리어와 동일한 자세로 나와야 한다는 점이다. 만약 드롭을 구사할때만 특이한 동작이 나온다면, 그 스트로크는 드롭으로서의 가치를 잃게된다.
드롭을 구사하면 상대방이 무조건 앞쪽으로 나와야하므로 받는 상대 입장에서는 타이밍을 뺏기면 매우 받기 힘든 스트로크, 동호인들이 좋아하는 기술중에 하나이다.

### 푸시
푸시는 네트 앞에서 어중간하게 뜬 공을 짧고 간결하게 임팩트를 주어 상대방이 타구한 셔틀을 빠르게 반구하는 방법이다.
상당히 공격적인 스트로크이며, 상대방이 반응하기도 쉽지 않기 때문에 푸시의 성공은 곧 득점이라고 보아도 무방할 정도이다.
푸시라는 기술을 사용하기 위해서는 전제조건이 필요한데, 상대방이 반구한 공이 네트와 멀지 않고, 자신이 스트로크 하였을 때 바닥으로 셔틀을 반구할 수 있을 정도의 각이 만들어져야 기술을 안정적으로 구사할 수 있다.
푸시라는 스트로크가 상당히 위협적인 이유는 게임이 진행되는 흐름보다 갑자기 빠르게 셔틀을 타구하기 때문인데, 특히 남자단식 프로선수들의 경기를 보면 푸시의 위력을 알 수 있다.
가장 흔하게 푸시로 득점하는 경우는 상대의 헤어핀 -> 자신의 헤어핀에 대하여 반구하는 방법이 헤어핀일 것이라고 예측하고(실제로는 타구하는 것을보고 움직인다) 반박자 빠르게 푸시로 득점하는 경우이다.
복식 경기에서는 서브 리턴을 할 때 서브의 각을 보고 빠르게 푸시를 하는 경우가 많다. 이때는 단식과 다르게 파트너가 뒤에서 타구할 준비를 하기 때문에 단식보다는 셔틀에 반응 할 가능성이 더 높다.

## 배드민턴 대회

### 국제대회
국제대회는BWF에서 지정한 8개의 등급으로 나뉜다. Level 3이상의 대회에서 일정 성적 이상을 거두면 랭킹 포인트를 얻을 수 있고, 이 랭킹포인트의 합산 점수로 선수들의 순위를 매긴다.
Level 1 - Olympic/World Championship(세계 선수권)
Level 2 - BWF Super Series Premier/ Super Series Final
Level 3 - BWF SUPER SERIES
Level 4 - BWF Grand Prix Gold
Level 5 - Grand prix
Level 6 - International Challenge
Level 7 - International Series
Level 8 - Future Series
우리나라에서는 2015년 9월 15일~ 9월 20일에 VICTOR 코리아오픈 슈퍼시리즈(Level 3) 2015년 11월 3일 ~8일에 VICTOR 코리아마스터즈 그랑프리 오픈을 개최하였다(Level 4)

#### 국가대표 주요성적
세계 선수 랭킹은 매주 목요일마다 업데이트된다. 작성일 기준(2023/10/3) 국가대표 선수들의 랭킹은 아래와 같다.
남자단식 - 전혁진(46위), 허광희(162위), 조건엽(167위)
여자단식 - 안세영(1위), 김가은(18위), 심유진(36위), 김가람 (127위) 김주은(132위), 전주이(241위), 박가은 (246위), 박민정(316위),이소율 (396위)
남자복식 - 강민혁/서승재(4위), 최솔규/김원호(15위), 진용/나성승(39위), 김기정/김사랑(69위), 신백철/고성현(87위), 김영혁/왕찬(93위)
여자복식 - 백하나/이소희(1위), 김소영/공희용 (3위), 정나은/김혜정(12위)
혼합복식 - 서승재/채유정(4위), 김원호/정나은(6위), 김영혁/이유림(55위), 왕찬/신승찬(76위), 고성현/엄혜원(58위)

### 생활체육 대회
엘리트 선수들을 위한 대회 말고도 동호인들을 위한 일반 생활체육 대회도 매우 많이 보급되어있는 상태이다.
대회의 규모는 구대회-시/도, 대회-전국대회 순으로 규모가 크다.
급수는 일반적으로 A, B, C, D, E(초심)으로 이루어져있으며 대회에 따라 급수가 더 나뉘는 경우가 있다.
각각 나이대별로 참가할 수 있으며, 사람수가 적은 경우는 나이별 참가자를 통합하는 경우도 있다.(20/30대가 한 조에 속하는 경우 등)
각 대회에서 우승하거나 일정 순위에 입상하면 다음 급수로 승급하게 된다. 동호인 대회의 치명적인 단점은 대회에 참가할 때 자신의 급수를 속일 수 있다는점인데, 이를 악용하여 상당한 실력자가 낮은 급수 대회에 참여하여 상품만을 타가는 경우도 존재한다.

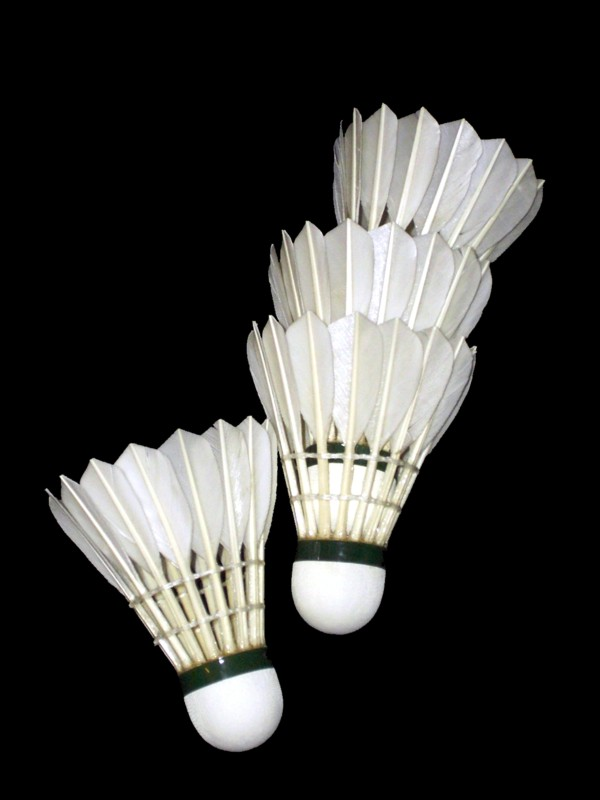
깃털로 만들어진 셔틀콕.

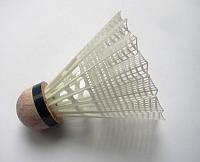
플라스틱 셔틀콕.

## 배드민턴을 소재로 하는 TV 프로그램
- 라켓소년단(SBS 월화 드라마 - 2021년 상반기 방영작)
- 너에게 가는 속도 493KM(KBS 2TV 수목 드라마 - 2022년 상반기 방영작)
- 라켓보이즈(tvN 예능 - 2021년 하반기 방영작)

## 같이 보기
- 배드민턴 세계 연맹